# Castelnau-Tursan
Castelnau-Tursan är en kommun i departementet Landes i regionen Nouvelle-Aquitaine i sydvästra Frankrike. Kommunen ligger i kantonen Geaune som tillhör arrondissementet Mont-de-Marsan. År 2022 hade Castelnau-Tursan 185 invånare.

## Befolkningsutveckling
Antalet invånare i kommunen Castelnau-Tursan
Referens:INSEE